# Douglas Fairbanks, Jr.

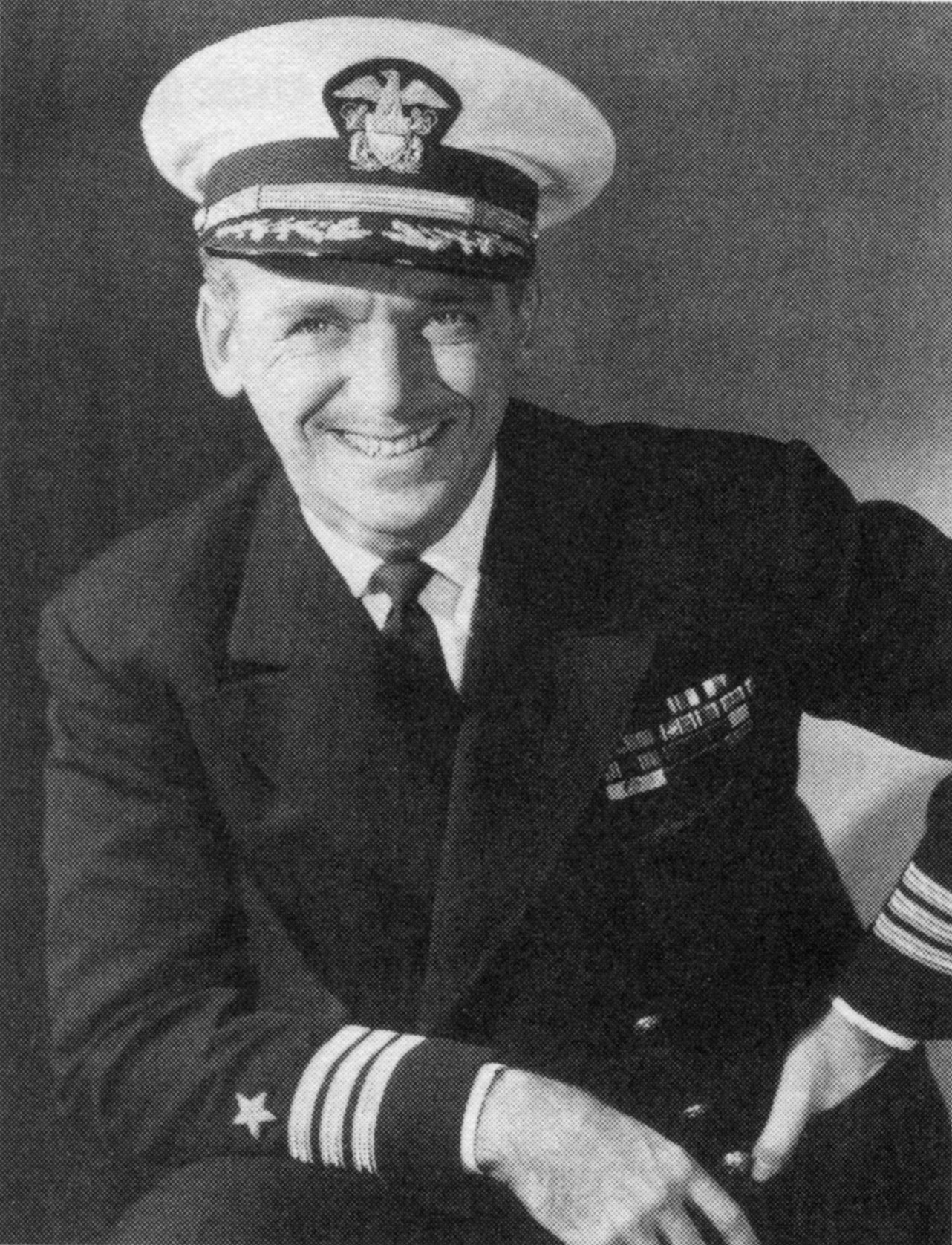
Douglas Fairbanks, Jr.

Douglas Elton Fairbanks, Jr, KBE DSC, (Nova York, 9 de desembre de 1909 - Nova York, 7 de maig de 2000) va ser un actor estatunidenc i també un condecorat oficial de l'armada dels Estats Units durant la Segona Guerra Mundial.

## Naixement
Els seus pares eren l'actor Douglas Fairbanks i la seva primera dona, Anna Beth Sully. Els seus pares es van divorciar quan ell tenia deu anys., i posteriorment va viure amb la seva mare a Califòrnia, París i Londres.

## Hollywood
En gran part gràcies al seu cognom, va obtenir un contracte amb Paramount Pictures als catorze anys. Després de fer algunes pel·lícules poc rellevants, es va dedicar al teatre, on va impressionar al seu pare, a la seva madrastra Mary Pickford, i a Charlie Chaplin, que el van estimular a seguir actuant.
La seva carrera es va iniciar al cinema mut. Era molt atractiu, i al principi interpretava papers secundaris en films interpretats per moltes de les primeres actrius de l'època, com ara Belle Bennett a Stella Dallas (1925), Esther Ralston a  An American Venus (1926) i Pauline Starke a Women Love Diamonds (1927). En els últims anys del cinema mut va arribar a protagonitzar diverses pel·lícules anteriors al codi de conducta dels anys trenta al costat de Loretta Young, i amb Joan Crawford va treballar a Our Modern Maidens (1929). Va intervenir juntament amb John Gilbert i Greta Garbo a Woman of Affairs (1928). Ja en l'època sonora, va actuar amb Katharine Hepburn en el film pel qual ella va guanyar un Premi Oscar Morning Glory (1933).
Amb Outward Bound (1930), The Dawn Patrol  (1930), Little Caesar (1931), i  Gunga Din (1939), la seva carrera va aconseguir tenir un major èxit comercial.

## Matrimonis
La seva primera relació notable va ser amb l'actriu Joan Crawford, amb qui es va comprometre durant el rodatge d' Our Modern Maidens. El 3 de juny de 1929 es van casar a Nova York. Ell era menor d'edat, pel que va donar com a any del seu naixement el de 1908, comptabilitzant d'aquesta manera 21 anys. Van ser en lluna de mel a Anglaterra, on ell va ser rebut per Noël Coward i el  Príncep Jordi, duc de Kent. Es va mostrar interessat en l'alta societat i en la política, però per llavors Crawford estava més interessada en la seva carrera i en el seu nou affaire amb Clark Gable. La parella es va divorciar en 1933. Malgrat el divorci, Fairbanks i Crawford van mantenir una bona relació.
El 22 d'abril de 1939 es va casar amb Mary Lee Hartford, anterior dona de Huntington Hartford, hereu de l'Atlantic & Pacific Tea Company. Douglas i Mary Lee van romandre junts gairebé cinquanta anys, fins a la mort d'ella el 1988. Van tenir tres filles, Daphne, Victoria i Melissa.
El seu últim matrimoni va tenir lloc el 1991, casant-se amb Vera Shelton. El matrimoni va durar fins a la defunció d'ell.

## Segona Guerra Mundial
En 1940 el President dels Estats Units Franklin Delano Roosevelt el va nomenar enviat especial a la Special Mission a Amèrica del Sud.
Encara celebrat com a actor, el llegat més important de Fairbanks va ser un secret ocult durant dècades. Amb l'inici de la Segona Guerra Mundial, Fairbanks va ser comissionat a l'Armada dels Estats Units i assignat al personal a les ordres de Louis Mountbatten a Anglaterra.
Havent estat testimoni (i participat) de l'entrenament britànic i de les operacions d'assetjament i d'encreuament del Canal de la Manxa, amb èmfasi en l'art militar de l'engany, Fairbanks en va aconseguir un profund coneixement, llavors inèdit en l'Armada nord-americana. El Tinent Fairbanks va ser posteriorment transferit a Virginia Beach, on va quedar sota les ordres de l'Almirall H. Kent Hewitt, que estava preparant a les forces navals per a la invasió del nord d'Àfrica.
Fairbanks va convèncer a Hewitt dels avantatges de disposar d'una unitat similar, i l'Almirall Hewitt va portar a Fairbanks a Washington DC per presentar la idea al Cap de les Operacions Navals, almirall Ernest King. Fairbanks va tenir èxit i King va encarregar el reclutament de 180 oficials i 300 homes per dur a terme el programa Beach Jumper.
La missió Beach Jumper simularia desembarcaments amfibis amb una força molt limitada. Operant a dotzenes de quilòmetres de les platges de desembarcament reals i utilitzant equip de camuflatge, els Beach Jumpers farien creure a l'enemic que la d'ells era la veritable platja de desembarcament, aconseguint així distreure part de les forces contràries.
Els Beach Jumpers de l'Armada van tenir la seva primera acció real en l'Operació Husky, la invasió de Sicília. Durant la resta de la guerra, els Beach Jumpers van dirigir les operacions al mar Mediterrani.
Per la seva planificació de les operacions engany i diversió i per la seva participació en l'assalt amfibi del sud de França, Fairbanks va ser recompensat amb la Legió al Mèrit amb V de valor de l'Armada dels Estats Units, la Creu de Guerra Italiana al Valor Militar, la Legió d'Honor i la Creu de Guerra franceses, així com la britànica Creu per Serveis Distingits. Fairbanks també va rebre l'Estrella de Plata nord-americana pel seu valor mentre va servir amb els PT Boat.
A més, va ser nomenat Cavaller Comandant Honorífic de l'Orde de l'Imperi Britànic l'any 1949.
Fairbanks va romandre en la Reserva Naval després de la guerra i finalment es va retirar com a capità en 1954.

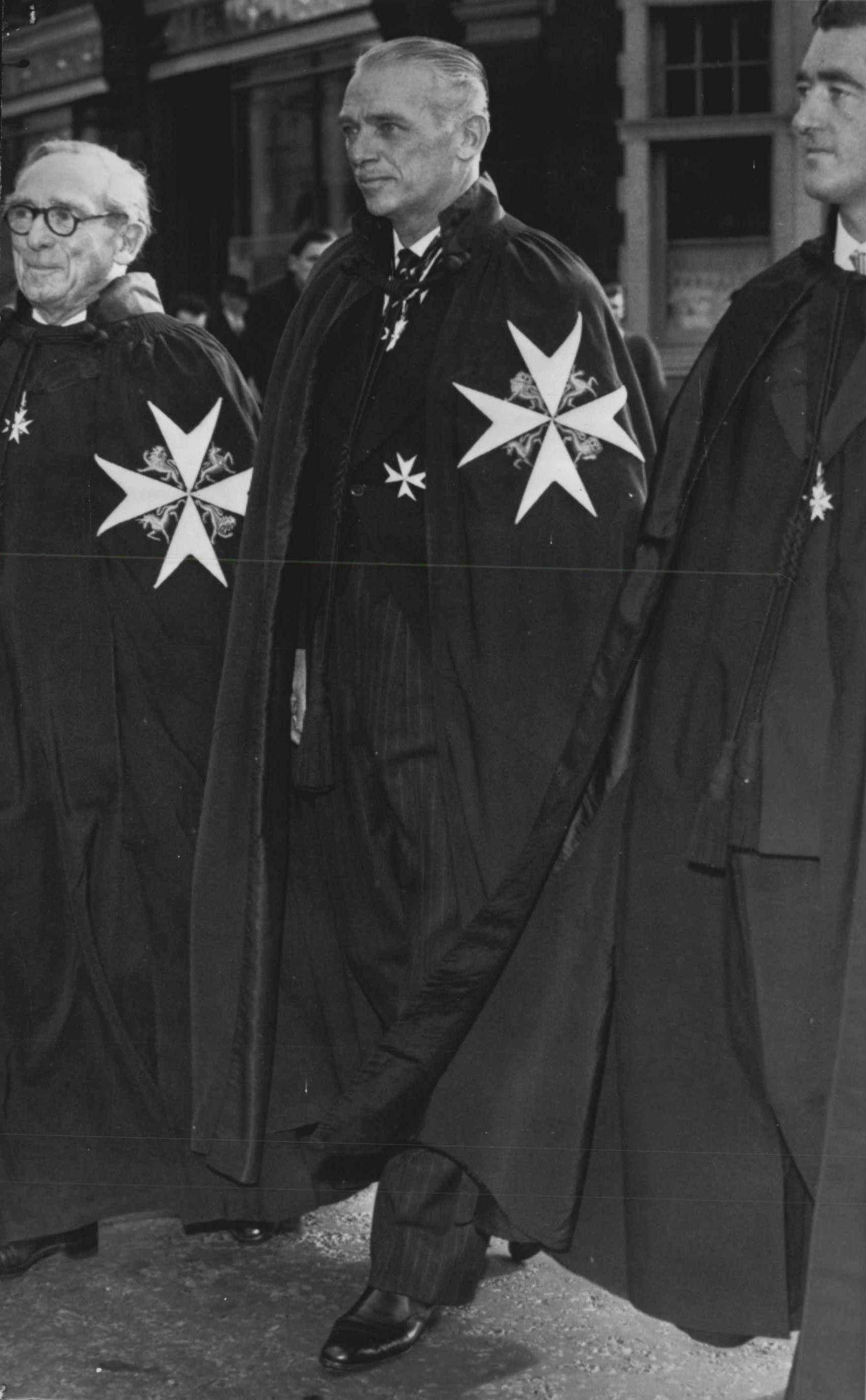
Fairbanks el 1958 amb la capa i la insígnia de Knight of Justice de l'Ordre de St. John

## Anys posteriors a la guerra
Fairbanks va tornar a Hollywood en finalitzar la Segona Guerra Mundial, i va gaudir de l'èxit participant com l'amfitrió del programa de televisió Douglas Fairbanks, Jr Theater.
Fairbanks era un anglòfil confirmat i va passar part de la seva vida al Regne Unit, on era molt conegut en l'alta societat. Entre 1954 i 1956 va fer diverses pel·lícules de mitja hora de durada en un dels més petits estudis Elstree com a part d'una sèrie per a televisió anomenada "Douglas Fairbanks Jr Presents". El College of Arms de Londres va concedir a Fairbanks un  escut d'armes simbolitzant als Estats Units i la Gran Bretanya units a través del blau de l'oceà Atlàntic per un nus de seda en senyal d'amistat.
Va tenir bona amistat amb el llegendari actor teatral i cinematogràfic Sir Laurence Olivier, i va ser un dels participants en un documental de la sèrie "The South Bank Show" anomenat Laurence Olivier: A Life.
Douglas Elton Fairbanks, Jr va morir d'un infart agut de miocardi a Nova York als 90 anys. Està enterrat al cementiri Hollywood Forever de Hollywood, Califòrnia, en la mateixa cripta que el seu pare.

## Llegat
Fairbanks té tres estrelles al Passeig de la Fama de Hollywood, un pel seu treball en el cinema al 6318 de Hollywood Boulevard, una altra per la seva activitat televisiva al 6665 de la mateixa via i una altra per la seva activitat radiofònica.

## Filmografia parcial
- American Aristocracy (1916)
- Els tres mosqueters (The Three Musketeers) (1921)
- Stephen Steps Out (1923)
- The Air Mail (1925)
- Wild Horse Taula (1925)
- Stella Dallas (1925)
- The American Venus (1926)
- Padlocked (1926)
- Broken Hearts of Hollywood (1926)
- Man Bait (1927)
- Women Love Diamonds (1927)
- Is Zat So? (1927)
- A Texas Steer (1927)
- Dead Man's Curve (1928)
- Modern Mothers (1928)
- The Toilers (1928)
- The Power of the Press (1928)
- The Barker (1928)
- A Woman of Affairs (1928)
- Hollywood Snapshots (1929) (curtmetratge)
- The Forward Pass (1929)
- The Jazz Age (1929)
- Our Modern Maidens (1929)
- Outward Bound (1930)
- The Dawn Patrol (1930)
- Hampa daurada (1931)
- I Like Your Nerve (1931)
- Union Depot (1932)
- Glòria d'un dia (Morning Glory) (1933)
- Catherine the Great (1934)
- Man of the Moment (1935)
- The Amateur Gentleman (1936)
- Accused (1936)
- The Prisoner of Zenda (1937)
- El plaer de viure (Joy of Living) (1938)
- The Rage of Paris (1938)
- Having Wonderful Time (1938)
- The Young in Heart (1938)
- Gunga Din (1939)
- Green Hell (1940)
- Angels Over Broadway (1940)
- The Corsican Brothers (1941)
- Simbad, el mariner (Sinbad the Sailor) (1947)
- The Exile (1947)
- Ghost Story (1981)